# Edgar Ende

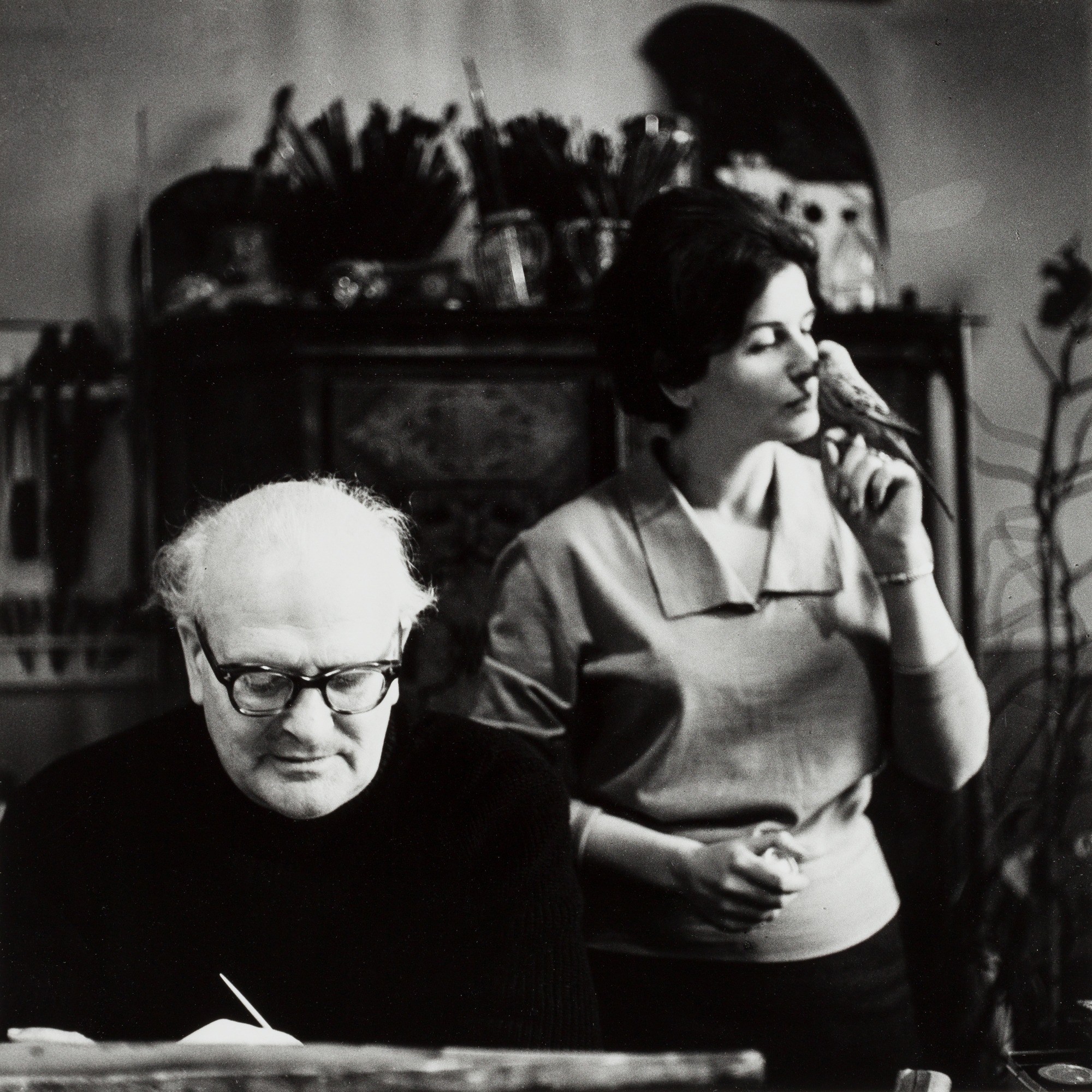
Edgar Ende und Lotte Schlegel (1961)

Edgar Carl Alfons Ende (* 23. Februar 1901 in Altona; † 27. Dezember 1965 in Netterndorf) war ein deutscher surrealistischer Maler. Sein Werk steht in der Tradition der phantastischen und visionären Kunst und gilt als einer der wichtigsten Beiträge der deutschen Malerei des 20. Jahrhunderts zu dieser Stilrichtung. Er ist der Vater des Schriftstellers Michael Ende, der bei seiner schriftstellerischen Arbeit die Gedankenwelt seines Vaters aufgriff und ihm in seinem Kurzgeschichten-Band Der Spiegel im Spiegel 1983 ein literarisches Denkmal setzte.

## Leben

### Kindheit und Jugend in Altona

Altona, 1894

Edgar Carl Alfons Ende wurde am 23. Februar 1901 als Sohn von Gustav Ende und Auguste geb. Wille in der Adolfstraße 149 (heute Bernstorffstraße) in Altona geboren. Ein Jahr später kam sein Bruder Helmuth Ende († 1986) zur Welt. 1907–1914 besuchte er die Volksschule in Altona. Anschließend absolvierte er eine Lehre als Dekorationsmaler, die er 1919 mit der Gesellenprüfung abschloss. Parallel dazu besuchte er die Handwerker- und Kunstgewerbeschule. 1925 trat er dem Altonaer Künstlerverein bei.
Auf Drängen seiner Eltern heiratete er 1922 Gertrude Strunck; die Ehe wurde nach vier Jahren geschieden. Ab 1924 wurde Edgar Ende allmählich bekannt, er kam mit Paul Kemp und Gustaf Gründgens in Kontakt. 1927 nahm er an der Ausstellung „Europäische Kunst der Gegenwart“ in der Hamburger Kunsthalle teil und verbrachte längere Zeit in Berlin.

### Zeit in Garmisch

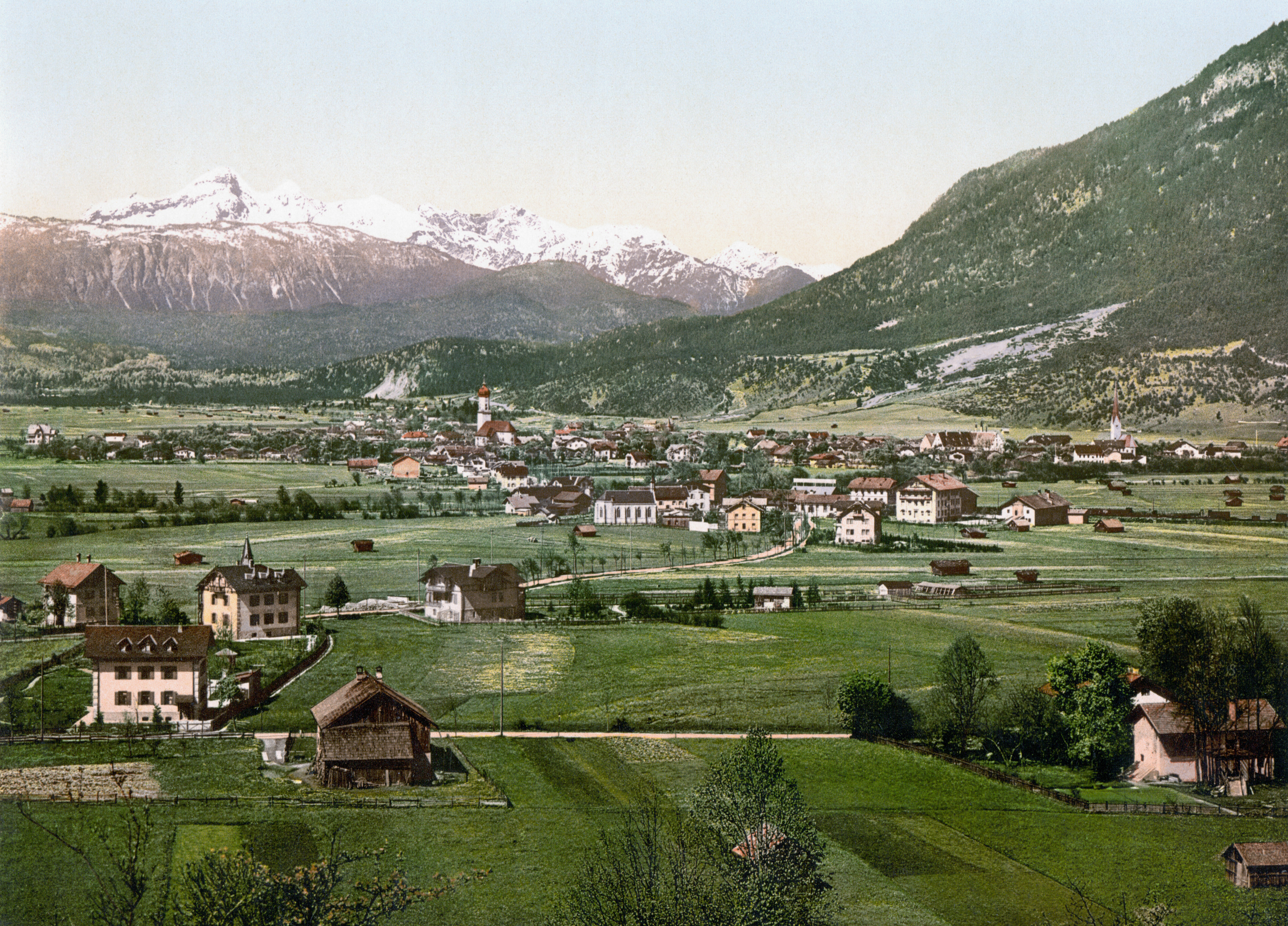
Garmisch um 1900

1928 siedelte Ende nach Garmisch über, auf der Suche nach einem Mädchen, in das er sich verliebt hatte und das ihre Eltern, um es vor ihm zu schützen, angeblich nach Garmisch verbracht hatten. Dort macht er in der Pension „Nirwana“ die Bekanntschaft des Schriftstellers Heinrich Mann.
Im selben Jahr lernte er dort seine zweite Ehefrau Luise Bartholomä (1892–1973), die ein Geschäft für Spitzen und Edelsteine im „Bunten Haus“ in der Bahnhofsstraße besaß, kennen. Edgar Ende war aufgrund eines heftigen Regenfalls in das Geschäft geflüchtet, und da der Regen auch nach Ladenschluss nicht aufhörte, soll sie eine angeregte Unterhaltung begonnen haben. Schließlich bat Luise Bartholomä ihn zum Tee in ihre Wohnung im ersten Stock. So lernten die beiden sich näher kennen und bald zog Ende bei ihr ein. Die standesamtliche Trauung fand am 22. Februar 1929 statt. Am 12. November 1929 wurde ihr Sohn Michael Ende geboren.

### Zeit in München: NS-Zeit und Zweiter Weltkrieg

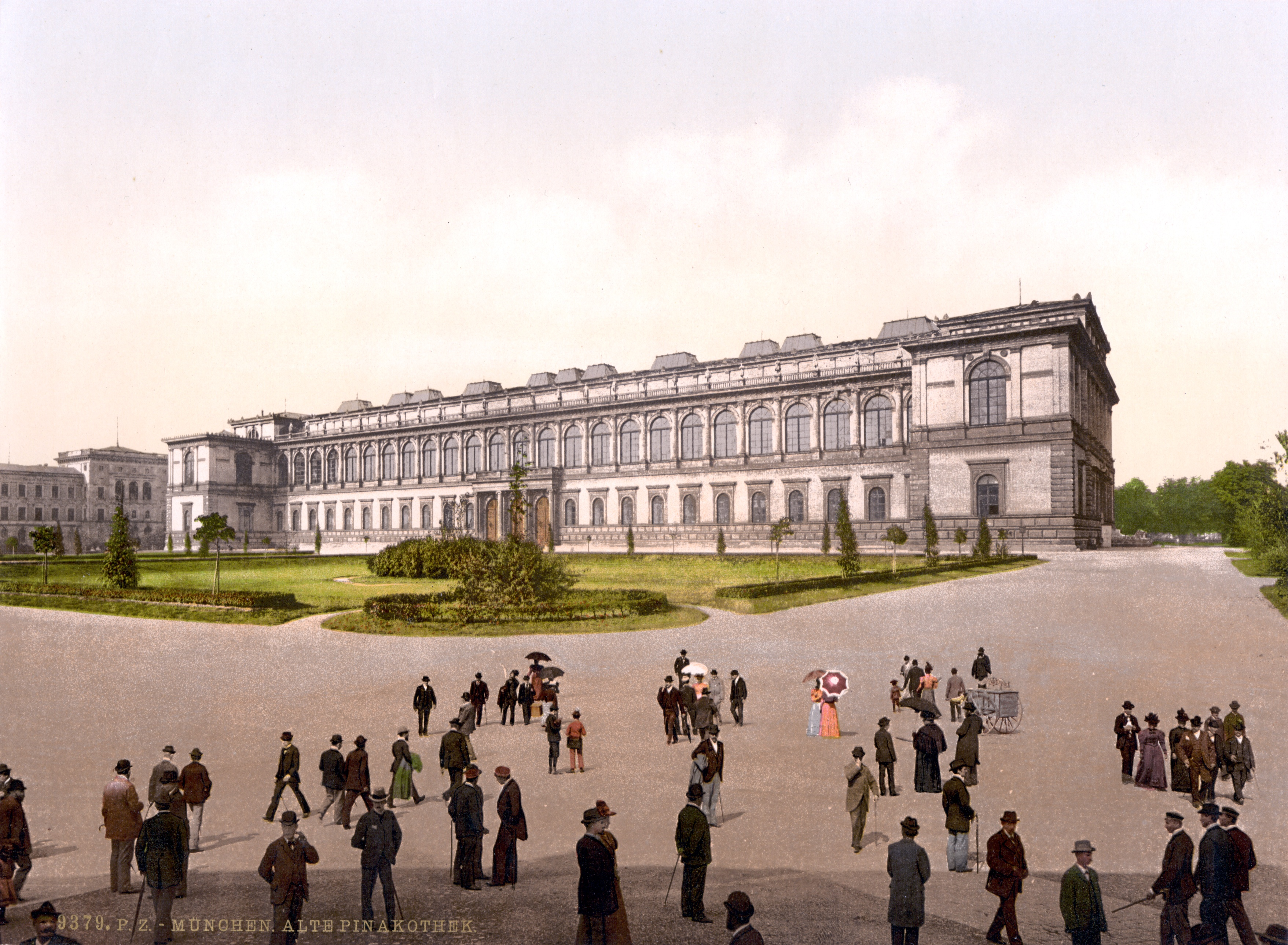
Alte Pinakothek in München um 1900

1931 zog die Familie nach München-Obermenzing in die Villa des Bildhauers Josef Flossmann, heute Marsopstraße 19. Der Maler wurde Mitglied der Münchner Secession. Im selben Jahr fanden Ausstellungen in München und Stuttgart statt, die ihn auch international bekannt machten, Museen tätigten erste Ankäufe seiner Bilder. Einige Bilder wurden 1932 vom Staat Bayern gekauft, und 1934 wurde eine größere Zahl erstmals auf einer internationalen Ausstellung in Pittsburgh in den USA gezeigt.
Im selben Jahr unternahm Ende eine Italienreise, auf der er mit der pittura metafisica von Giorgio de Chirico in Kontakt kam. In den folgenden Jahren stieg das Interesse für Endes Malerei, und durch seine zunehmende Bekanntheit verbesserte sich auch die finanzielle Situation der Familie. Zu Beginn der Zeit des Nationalsozialismus wurde es für Ende schwieriger, seine Bilder zu verkaufen.
1935 zog die Familie Ende aus finanziellen Gründen nach München-Schwabing, in ein Atelier im 4. Stock der Kaulbachstraße 90. Während der Dachraum beengt und einfach ausgestattet war, lebten sie mitten im belebten Künstlerviertel und hatten Kontakte mit Kunden und Gleichgesinnten. Während einer Reise durch Deutschland 1937 besuchte Samuel Beckett unter anderem das Atelier von Ende, den er als „der einzige deutsche Surrealist“ in einem Brief vom 25. März 1937 beschrieb.
1936 verhängte die Reichskulturkammer gegen Ende ein Berufs- und Ausstellungsverbot; seine Bilder galten als „entartete Kunst“. Er arbeitete heimlich weiter. Seine Ehefrau lernte Heilgymnastik und Massage und ernährte damit in den folgenden Jahren die Familie. Oft wurden Freunde und Kollegen von Ende, Juden und Nicht-Juden, verfolgt und abgeholt. Bis 1938 durfte er seine Arbeiten noch ausstellen.
Weihnachten 1940 erhielt Edgar Ende den Stellungsbefehl zur Wehrmacht. Er war als Rekrut bei der Flakartillerie in Bonn und dann Obergefreiter beim Flakscheinwerfer-Bataillon 408 in Köln-Bickendorf.
Später kam er nach Polen an die Ostfront. Er geriet 1945 im steiermärkischen Liezen in amerikanische Kriegsgefangenschaft, war sechs Wochen in Salzburg und kam dann wieder frei.
Beim Luftangriff der Royal Air Force am 25. April 1944 brannte die Wohnung in der Kaulbachstraße und damit auch Endes Atelier. Mehr als 250 Gemälde und Zeichnungen sowie die gesamte Druckgrafik und sämtliche Radiervorlagen wurden zerstört. Damit waren fast 70 Prozent seiner Werke vernichtet.
Der Generaldirektor der Bayerischen Staatssammlungen und befreundeter Nachbar Endes aus den Pasinger Jahren, Ernst Buchner, hatte vor dem Angriff einige Gemälde in Sicherheit gebracht.

### Nachkriegszeit und neue Erfolge

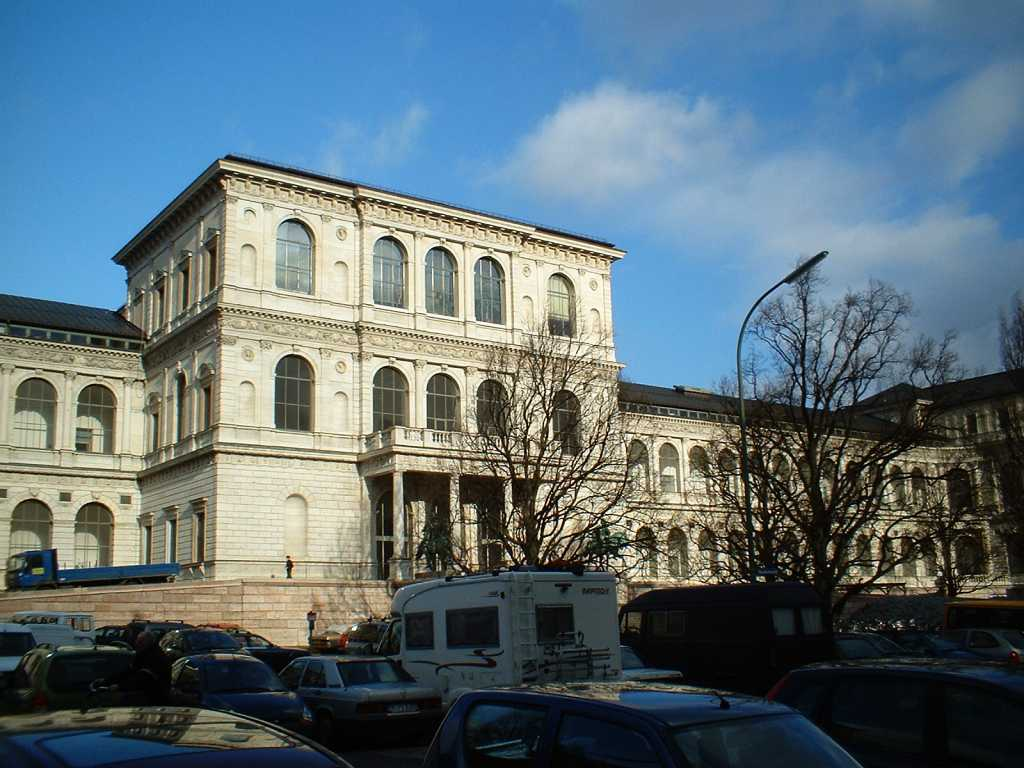
Akademie der Bildenden Künste München

Nach Kriegsende gehörte Ende 1946 zu den Mitbegründern des Berufsverbandes Münchner Künstler; ein erneuter künstlerischer Aufschwung begann. Im selben Jahr fand eine Ausstellung im Carnegie Institute statt, die erste Ausstellung eines deutschen Malers nach dem Krieg. 1948 veröffentlichte er einen autobiografischen Bericht und nahm zum ersten Mal an der Biennale in Venedig  teil. Im folgenden Jahr wurde er in die Ausstellungsleitung der Großen Münchner Kunstausstellung im Haus der Kunst gewählt. Für die Schau engagierte er sich bis 1961, dreimal auch als deren Präsident.
1950 initiierte er die Neugründung des Deutschen Künstlerbundes und der bis 1953 existierenden Internationalen Vereinigung der Surrealisten mit.
Auf einem Fest im Haus der Kunst lernte er 1951 Lotte Schlegel kennen. Damals war sie Studentin an einer privaten Kunstschule. 1953 trennte sich Ende von seiner Familie und lebte von da an mit Schlegel in einer Atelierwohnung in der Schellingstraße zusammen.
Im Jahr 1958 trat er dem Centre International de l’Actualité Fantastique et Magique CIAFMA in Brüssel bei. 1962 wurde ihm der Seerosenpreis der Stadt München verliehen. Im folgenden Jahr wurde er Ehrenmitglied der Akademie der Bildenden Künste München. Im selben Jahr erlitt er einen ersten Herzinfarkt und verbrachte einige Zeit im Krankenhaus.
Er zog anschließend nach Netterndorf in der Nähe von München aufs Land, wo er ein ehemaliges Schulhaus bewohnte. Dort starb er am 27. Dezember 1965 an einem zweiten Herzinfarkt. Er wurde auf dem Friedhof in Antholing begraben.

## Werk
In seinen autobiografischen Schriften schrieb Edgar Ende:

„Die moderne Kunst führt zu neuen, nie bewusst betretenen Gefilden. Ein Abenteuer ist die Kunst, ein Vorstoß ins Unbekannte, eine Begegnung mit Dämonen und Engeln.“

Von den geschätzten 1.200 Werken, die im Laufe seines Lebens entstanden sind, ist nur ein Bruchteil erhalten. Ein Großteil ging während des Zweiten Weltkriegs verloren (siehe oben).

### Visionäre Kunst
Das umfangreiche Werk Edgar Endes steht in der Tradition der visionären Kunst. Die Ideen zu seinen Bildern entstehen in einer „Dunkelkammer“, in die sich der Maler zurückzieht, um sich auf die Visionen in seinem Inneren zu konzentrieren. Zu diesem Zweck dunkelt er sein Atelier manchmal für mehrere Tage ab und wartet, sitzend oder auf einem Sofa liegend, bis Bilder vor seinem inneren Auge entstehen. Diese skizziert er dann mit Bleistift. Doch nicht alle dieser Skizzen werden sofort zu Bildern verarbeitet, sondern erst einmal beiseitegelegt, um Monate oder Jahre später wieder verwendet zu werden.

### Michael Ende
Der Schriftsteller Michael Ende (1929–1995), Sohn des Malers, greift die Gedankenwelt des Vaters in verschiedener Weise auf (siehe Ende/Krichbaum 1985). Die Bilder Edgar Endes hatten unverkennbar starken Einfluss auf das schriftstellerische Schaffen seines Sohnes. Besonders deutlich zeigt sich dies in seinem 1983 veröffentlichten Buch Der Spiegel im Spiegel, das eine Sammlung surrealistischer Texte zu Bildern von seinem Vater, Edgar Ende, darstellt und das er dem Vater widmete.
Zu der kunsthistorischen Bedeutung seines Vaters befragt, äußerte sich Michael Ende wie folgt:

„Ich möchte doch sagen, daß Edgar Ende nach meiner Ansicht für die mitteleuropäische Malerei ein Rang zugestanden werden müßte, der in etwa dem von Magritte entspricht. Auch hinsichtlich der Wichtigkeit, die seine Bilder für die Kunstentwicklung damals hatten. Denn viele haben eigentlich von ihm gelernt, ohne es zuzugeben. Manche geben es auch zu. Ich habe z. B. mit verschiedenen Malern der Wiener Schule geredet, die gesagt haben, selbstverständlich, Ende ist unser Vater. Beispielsweise Ernst Fuchs, der sein Werk sehr gut kannte und der ihn außerordentlich schätzte. Mit Fuchs habe ich persönlich einen Abend darüber geredet, und er sagte, wir alle kennen Ende, uns ist Ende eine ganz wichtige Voraussetzung für unsere eigene Arbeit.“

## Ausstellungen (Auswahl)
| Jahr    | Ort               | Ausstellung |
| ------- | ----------------- | --- |
| 1919    | Hamburg           | „Sezession“ |
| 1926    | Hamburg           | Kunsthalle |
| 1927    | Hamburg           | „Europäische Kunst der Gegenwart“                                                                                     |
| 1927    | Berlin            | Galerie Neumann |
| 1931    | München           | Glaspalast |
| 1933    | New York          | Carnegie Institute |
| 1934    | Pittsburgh        | Carnegie International                                                                                                |
| 1935    | München           | Neue Pinakothek: Jubiläumsausstellung Münchner Neue Sezession                                                         |
| 1938    | Chicago           | Theobald Galleries |
| 1946    | Basel             | Kunsthalle |
| 1946    | Konstanz          | „Neue deutsche Kunst“                                                                                                 |
| 1946    | Dresden           | Stadthalle: „Erste allgemeine deutsche Kunstausstellung“                                                              |
| 1947    | München           | Lenbachhaus: „1. Ausstellung Künstlerverband Neue Gruppe“                                                             |
| 1948    | Venedig           | Biennale |
| 1948    | Köln              | Kölnischer Kunstverein: „Alo Altripp/Edgar Ende“                                                                      |
| 1948    | München           | Lenbachhaus: „2. Ausstellung Künstlerverband Neue Gruppe“                                                             |
| 1951    | Berlin            | Hochschule für Bildende Künste: „1. Ausstellung Deutscher Künstlerbund“                                               |
| 1951    | Kiel              | „Deutsche Malerei des 20. Jahrhunderts“                                                                               |
| 1952    | Saarbrücken       | Saarland Museum: „Surrealistische Malerei in Europa – Peinture surréaliste en Europe“                                 |
| 1952    | Venedig           | Biennale |
| 1952    | Köln              | „2. Ausstellung Deutscher Künstlerbund“                                                                               |
| 1952    | New York          | Museum of Fine Arts                                                                                                   |
| 1953    | Hamburg           | „3. Ausstellung Deutscher Künstlerbund“                                                                               |
| 1954    | Frankfurt am Main | „4. Ausstellung Deutscher Künstlerbund“                                                                               |
| 1954    | Venedig           | Biennale |
| 1955    | Hannover          | „5. Ausstellung Deutscher Künstlerbund“                                                                               |
| 1955    | Baden-Baden       | „6. Ausstellung Deutscher Künstlerbund“                                                                               |
| 1957    | Berlin            | „7.Ausstellung Deutscher Künstlerbund“                                                                                |
| 1957    | Rom               | Galleria d’arte moderna: „Arte Tedesca“                                                                               |
| 1958    | Essen             | „8. Ausstellung Deutscher Künstlerbund“                                                                               |
| 1959    | Wiesbaden         | „9.Ausstellung Deutscher Künstlerbund“                                                                                |
| 1960    | München           | „10. Ausstellung Deutscher Künstlerbund“                                                                              |
| 1962    | Wien              | Künstlerhaus: „Surrealismus. Phantastische Malerei der Gegenwart“                                                     |
| 1963    | Stuttgart         | „13. Ausstellung Deutscher Künstlerbund“                                                                              |
| 1964    | Paris             | Galerie Charpentier                                                                                                   |
| 1966    | Essen             | „16. Ausstellung Deutscher Künstlerbund“                                                                              |
| 1966    | Brüssel           | Galerie Studio 65: „Fantasmagie“                                                                                      |
| 1966    | München           | Haus der Kunst: „Edgar Ende – Wilhelm Heise – Hans Meyboden“                                                          |
| 1968    | Schleswig         | Schloss Gottorf: „Heinrich Basedow, Edgar Ende, Franz Radziwill“                                                      |
| 1972    | München           | Haus der Kunst: „Surrealismus 1922–1942“                                                                              |
| 1974    | Paris             | Musée des Arts Décoratifs: „Surrealismus 1922–1942“                                                                   |
| 1975    | Berlin            | Akademie der Künste: „Als der Krieg zu Ende war. Kunst in Deutschland 1945–1950“                                      |
| 1977    | München           | Haus der Kunst: „Große Münchner – Drei Jahrzehnte Neue Gruppe“                                                        |
| 1987    | München           | Haus der Kunst: „40 Jahre Neue Gruppe“ sowie „Entartete Kunst: Dokumentation zum nationalsozialistischen Bildersturm“ |
| 1987    | München           | Lenbachhaus: „Retrospektive“                                                                                          |
| 1988    | Hamburg           | Kunsthalle: „Retrospektive“                                                                                           |
| 1988    | Berlin            | Berlinische Galerie im Gropiusbau: „Stationen der Moderne“                                                            |
| 1989    | Tokio             | „Edgar Ende & Michael Ende“                                                                                           |
| 1991    | Mailand           | Palazzo della Permanente: „Der Traum offenbart das Wesen der Dinge“                                                   |
| 1993    | Moskau            | Puschkin-Museum: „Der Traum offenbart das Wesen der Dinge“                                                            |
| 1997    | München           | Haus der Kunst: „Große Kunstausstellung – 50 Jahre Neue Gruppe“                                                       |
| 2001    | Berlin            | Museum Zitadelle Spandau: „Der Spiegel im Spiegel. Edgar und Michael Ende“                                            |
| 2015/16 | Bremen            | Galerie im Park: „Die Traumwelt. Skizzen, Zeichnungen und Malerei von Edgar Ende (1901–1965)“                         |

### Ausstellungskataloge
- Alo Altripp, Edgar Ende: Gemälde, Monotypien, Zeichnungen. Kölnischer Kunstverein, 1948.
- Heinrich Basedow, Edgar Ende, Franz Radziwill. Schleswig-Holsteinisches Landesmuseum, Schleswig, Schloß Gottorf, 1968.
- Edgar Ende: Gemälde, Gouachen und Zeichnungen. Edition Weitbrecht, Stuttgart 1984, ISBN 3-522-70260-3.

### Monografien
- Michael Ende, Jörg Krichbaum: Die Archäologie der Dunkelheit. Edition Weitbrecht, Stuttgart 1985, ISBN 3-522-70190-9.
- Jörg Krichbaum (Hrsg.): Edgar Ende: Der Maler geistiger Welten, eine Monographie. Edition Weitbrecht, Stuttgart 1987, ISBN 3-522-70260-3.
- Volker Kinnius (Hrsg.): Edgar Ende, Visionen aus dem Dunkel. Die Gemälde der 20er und 30er Jahre. Kerber Verlag, Bielefeld 1998, ISBN 3-933040-08-6.
- Axel Hinrich Murken: Edgar Ende. Sein Leben und sein Werk. Seine kunsthistorische Stellung in der Malerei des 20. Jahrhunderts. Verlag Murken-Altrogge, Bonn 2001, ISBN 3-921801-94-X.
- U. Voswinckel: Von der Pension Nirwana ins Lenbachhaus. Der Maler Edgar Ende und München. Bayerischer Rundfunk, München 1988.